# Erythrinus erythrinus
Erythrinus erythrinus är en fiskart som först beskrevs av Bloch och Schneider, 1801.  Erythrinus erythrinus ingår i släktet Erythrinus och familjen Erythrinidae. Inga underarter finns listade i Catalogue of Life.